# 金彬宇
金彬宇（韓語：김빈우，1982年10月5日—），韓國女演員。2001年，以SBS超級模特兒選拔出道。

## 演出作品

### 電視劇
- 2001年：SBS《命運的搏擊》
- 2004年：MBC《火鳥》
- 2004年：KBS《我的寶貝子女》
- 2006年：SBS《比天國陌生》
- 2007年：OCN《黑幫奶爸》
- 2008年：KBS《三個爸爸一個媽》飾演 朴書妍
- 2008年：KBS《我被你迷住》
- 2010年：KBS《媽媽也很漂亮》
- 2012年：MBN《可疑的家族》飾演 閔雅麗
- 2013年：MBC《真是了不起》飾演 李善美
- 2013年：tvN《幻想巨塔》
- 2015年：MBC《不屈的車女士》飾演 安夏玲

## 外部連結
- 官方網站 （页面存档备份，存于）